# 扎克利莫克
50°52′28″N 33°31′23″E / 50.87444°N 33.52306°E
扎克利莫克（烏克蘭語：Заклимок）是位於烏克蘭東北部的村莊，由蘇梅州羅姆內區的赫梅利夫市鎮負責管轄。該村處於赫梅利夫卡河右岸，分別距離赫梅利夫1.5公里、大布季夫卡和巴西夫卡2.5公里，海拔高度188米，2001年人口208。